# Ан-Наджма (футбольный клуб)
«Аль-Наджма» — саудовский футбольный клуб из города Унайза, выступающий в Первом дивизионе Саудовской Аравии по футболу. Основан в 1960 году.

## История
В начале 1990-х годов «Аль-Наджма» была командой–лифтёром, перемещаясь из года в года из Саудовской лиги в Первый дивизион и обратно. К середине 1990-х годов ей удалось закрепиться в главной футбольной лиге страны. Лучшим результатом для команды в этот период стало второе место по итогам регулярного чемпионата 1997/98, но в последовавшем плей-офф за чемпионство «Аль-Наджма» уступила по сумме двух матчей «Аль-Шабабу» со счётом 1:5, а затем и «Аль-Ахли» из Джидды в матче за третье место. Игрок «Аль-Наджмы» Сулейман аль-Хадаити с 15-ю забитыми мячами стал лучшим бомбардиром Саудовской лиги 1997/98. В последующие годы команда не претендовала на какие-либо значимые позиции в турнирной таблице. В сезоне 2002/03 она заняла последнее место в Саудовской лиге, не сумев одержать ни одной победы в матчах чемпионата, и вылетела в Первый дивизион. Спустя два года «Аль-Наджма» покинула и этот уровень, отправившись во Второй дивизион.
В начале 2010-х годов «Аль-Наджма» дважды выходила в Первый дивизион, но оба раза покидала его спустя год.

## История выступлений
| Сезон   | Дивизион        | Место          | Кубок |
| ------- | --------------- | -------------- | ----- |
| 1989/90 | Первый дивизион | 1-е            |       |
| 1990/91 | Про-лига        | 11-е           |       |
| 1991/92 | Первый дивизион | 2-е            |       |
| 1992/93 | Про-лига        | 11-е           |       |
| 1993/94 | Первый дивизион |                |       |
| 1994/95 | Про-лига        | 10-е           |       |
| 1995/96 | Про-лига        | 6-е            |       |
| 1996/97 | Про-лига        | 9-е            |       |
| 1997/98 | Про-лига        | 4-е            |       |
| 1998/99 | Про-лига        | 9-е            |       |
| 1999/00 | Про-лига        | 9-е            |       |
| 2000/01 | Про-лига        | 10-е           |       |
| 2001/02 | Про-лига        | 7-е            |       |
| 2002/03 | Про-лига        | 12-е           |       |
| 2003/04 | Первый дивизион | 12-е           |       |
| 2004/05 | Первый дивизион | 14-е           |       |
| 2005/06 | Второй дивизион | 8-е            |       |
| 2006/07 | Второй дивизион | 5-е            |       |
| 2007/08 | Второй дивизион | 5-е            |       |
| 2008/09 | Второй дивизион | 7-е            |       |
| 2009/10 | Второй дивизион | 1-е            |       |
| 2010/11 | Первый дивизион | 16-е           |       |
| 2011/12 | Второй дивизион | 1-е в группе А |       |
| 2012/13 | Первый дивизион | 15-е           |       |
| 2013/14 | Второй дивизион |                |       |